# Junges Deutschland (Geheimbund)
Der politische Geheimbund Junges Deutschland wurde im April 1834 in Bern von fünf Deutschen – darunter der Publizist Carl Theodor Barth – auf Anregung des italienischen Revolutionärs Giuseppe Mazzini gegründet. Vorbild war Mazzinis drei Jahre zuvor in Marseille gegründete Organisation Junges Italien (Giovine Italia oder Giovane Italia). Den Anlass bot der gescheiterte Savoyerzug zur Befreiung Sardiniens. Das Junge Deutschland schloss sich kurz nach seiner Gründung der von Mazzini initiierten Bewegung Junges Europa an.
Zu den Mitgliedern des Geheimbundes zählten der Revolutionär Maximilien Joseph Moll und der Arbeiterführer Karl Schapper. Im Februar 1835 trat der in die Schweiz emigrierte Vormärzpolitiker Georg Fein in den Geheimbund ein und leitete das in Liestal ansässige Zentralkomitee des Jungen Deutschland von August 1835 bis Februar 1836. Er beabsichtigte, das Junge Deutschland aus Mazzinis Organisation Junges Europa herauszulösen und mit dem Pariser Bund der Geächteten zu vereinen. Wegen politischer Differenzen trat er aber im März 1836 wieder aus dem Geheimbund aus.
Die deutsche Arbeiterbewegung in der Schweiz stand unter dem Einfluss des Geheimbundes, der die Gründung mehrerer Schweizer Handwerkervereine bewirkte.
Zwischen dem Geheimbund und der literarischen Bewegung Junges Deutschland, die im Vormärz in den Staaten des Deutschen Bundes auftrat, gab es keine organisatorischen oder persönlichen Verbindungen. Dennoch wiesen beide Gruppierungen gewisse inhaltliche Ähnlichkeiten auf. So standen beide in Opposition zur damals in Europa vorherrschenden Politik der Restauration. Auch die revolutionäre, demokratisch-liberale Gesinnung der Mitglieder des politischen Geheimbunds wurden von einzelnen Vertretern der literarischen Gruppe geteilt. Im Gegensatz zur literarischen Gruppe bereitete der Geheimbund einen politischen Umsturz aber tatsächlich vor.